# Ategumia adipalis
Ategumia adipalis är en fjärilsart som beskrevs av Lederer 1863. Ategumia adipalis ingår i släktet Ategumia och familjen Crambidae. Inga underarter finns listade i Catalogue of Life.